# Lawrenceville (Virginie)
Pour les articles homonymes, voir Lawrenceville.
La ville américaine de Lawrenceville est le siège du comté de Brunswick, dans l’État de Virginie. Lors du recensement de 2010, sa population s’élevait à 1 438 habitants.

## Personnalités notables
- Duke Brett, ancien lanceur de la Major League Baseball
- George Coke Dromgoole, qui a représenté la Virginie à la chambre des représentants des États-Unis, est né à Lawrenceville.
- Thomas Emmerson, juge du Tennessee et premier maire e Knoxville (Tennessee), est né là.
- E. Franklin Frazier, sociologue et auteur du classique Black Bourgeoisie, a enseigné au St. Paul's College.
- Albertis Harrison, gouverneur de Virginie de 1962 à 1966, est originaire de Lawrenceville, où il a pratiqué le droit.
- John Hartwell Marable, qui a représenté le Tennessee à la chambre des représentants est né ici.
- David Nolan, auteur et historien, a travaille pour le comité des droits civiques des étudiants de Virginie dans les années 1960.
- Chandler Owen, co-éditeur, avec A. Philip Randolph du The Messenger, a étudié au St. Paul's College.
- Peter B. Starke, ancien général confédéré de la guerre de Sécession. Il est enterré près de Lawrenceville, où il était propriétaire d'une plantation.
- Bryant Stith, ancien joueur de basketball de l'Université de Virginie et de la NBA.

## Source
- (en) Cet article est partiellement ou en totalité issu de l’article de Wikipédia en anglais intitulé « Lawrenceville, Virginia » (voir la liste des auteurs).